# Elena Micic
Elena Micic (* 13. Juli 2004) ist eine australische Tennisspielerin.

## Karriere
Micic begann im Alter von drei Jahren mit dem Tennissport und bevorzugt Hartplätze. Sie spielt bislang vorrangig auf der ITF Women’s World Tennis Tour, wo sie bisher fünf Titel im Doppel gewinnen konnte.
2022 spielte sie im Januar bei den Australian Open, wo sie sich für das Hauptfeld des Juniorinneneinzel qualifizierte, aber bereits in der ersten Runde gegen Victoria Mboko mit 4:6 und 2:6 verlor. Im Juniorinnendoppel erhielt sie zusammen mit ihrer Partnerin Talia Gibson eine Wildcard. Die beiden verloren aber bereits ihr Auftaktmatch gegen Lucie Havlíčková und Dominika Šalková mit 1:6 und 2:6.
2024 spielte sie bei den Adelaide International ihr erstes Turnier der WTA Tour. Sie erhielt eine Wildcard für die Qualifikation zum Dameneinzel, verlor aber bereits ihr erstes Spiel gegen Anna Kalinskaja mit 2:6 und 1:6. Zusammen mit Partnerin Tina Nadine Smith erhielt sie eine Wildcard für das Hauptfeld im Damendoppel, wo die beiden in der ersten Runde gegen Miyu Katō und Aldila Sutjiadi knapp in drei Sätzen verloren.

## Turniersiege

### Doppel
| Nr. | Datum            | Turnier            | Kategorie | Belag     | Partnerin      | Finalgegnerinnen                       | Ergebnis         |
| --- | ---------------- | ------------------ | --------- | --------- | -------------- | -------------------------------------- | ---------------- |
| 1.  | 13. Mai 2023     | Kuršumlijska Banja | ITF W15   | Sand      | Anja Stanković | Guo Meiqi Wang Meiling                 | 6:2, 6:4         |
| 2.  | 8. Juni 2024     | Montemor-o-Novo    | ITF W50   | Hartplatz | Alana Parnaby  | Eudice Chong Lucrezia Musetti          | 7:66, 6:4        |
| 3.  | 1. Februar 2025  | Brisbane           | ITF W75   | Hartplatz | Petra Hule     | Lizette Cabrera Taylah Preston         | 2:6, 6:2, [10:6] |
| 4.  | 22. Februar 2025 | Burnie             | ITF W35   | Hartplatz | Monique Barry  | Gabriella Da Silva Fick Belle Thompson | 6:3, 6:4         |
| 5.  | 1. März 2025     | Launceston         | ITF W35   | Hartplatz | Monique Barry  | Miho Kuramochi Erika Sema              | 6:2, 6:4         |